# Statistiche e record dell'Arsenal Football Club
Nella presente pagina sono riportate le statistiche e i record riguardanti l'Arsenal Football Club.

## Statistiche e record più importanti

David Seaman, primatista di presenze tra i portieri dell'Arsenal.

David O'Leary detiene il primato di presenze con la maglia dell'Arsenal, avendo giocato 722 partite tra il 1975 e il 1993 con la prima squadra. Il record per un portiere è invece di 563 presenze ed è detenuto da David Seaman.
Thierry Henry è il miglior marcatore di sempre del club londinese, con 229 gol tra il 1999 e il 2007, avendo superato nell'ottobre del 2005 i 185 di Ian Wright. Il calciatore francese detiene anche il record di reti con l'Arsenal in campionato – 174 –, record che era in precedenza appartenuto a Cliff Bastin.
Il record di affluenza di pubblico allo stadio di Wembley è di 73.707 spettatori, stabilito il 25 novembre 1998 in occasione di una partita di UEFA Champions League contro il Lens. Leggermente inferiore è il record di affluenza ad Highbury: 73.295 spettatori per un pareggio a reti inviolate contro il Sunderland il 9 marzo 1935. Infine il maggior numero di spettatori all'Emirates Stadium, 60.161, fu registrato il 3 novembre 2007 in occasione del pareggio per 2–2 contro il Manchester Utd.
Tra i vari primati che l'Arsenal può vantare nell'ambito del calcio inglese, va segnalata la più lunga serie di partite senza sconfitte in campionato (49 tra il maggio 2003 e l'ottobre 2004): questo periodo include le 38 partite del campionato 2003-2004, vinto dalla squadra londinese. L'Arsenal è stato quindi l'unico club dei tempi moderni capace di vincere il campionato inglese senza sconfitte, ma anticamente una tale impresa fu conseguita dal Preston North End nel campionato 1888–1889, in cui, però, si giocò un numero inferiore di partite, nella fattispecie 22.
Nella UEFA Champions League 2005-2006 l'Arsenal ha disputato 10 partite senza subire gol, battendo in tal modo il record di 7 partite che apparteneva al Milan: la squadra londinese giocò precisamente 995 minuti senza lasciar segnare gli avversari, per poi perdere l'imbattibilità nella finale in cui uscì sconfitta contro il Barcellona, quando al 76º minuto segnò Samuel Eto'o.
Con tredici campionati vinti, l'Arsenal è terzo per titoli nazionali in bacheca, alle spalle di Manchester Utd e Liverpool, mentre con quattordici FA Cup vinte è primo per numero di Coppe d'Inghilterra in bacheca, davanti al Manchester United, che ne ha vinte 12. L'Arsenal ha realizzato tre double campionato-FA Cup (nel 1971, 1998 e 2002), un record condiviso con il Manchester United, ed è stata la prima squadra inglese a centrare il double FA Cup-League Cup, nel 1993. È stata anche la prima squadra di Londra a raggiungere la finale di UEFA Champions League, nel 2005-2006.
L'Arsenal vanta uno dei migliori rendimenti della storia del calcio inglese, essendosi piazzato sotto il quattordicesimo posto solamente sette volte. Inoltre, tra il 1990 e il 1999 ha riportato un piazzamento medio in classifica pari a 8,5 ed è l'unico club ad aver vinto per due volte consecutive la FA Cup (nel 2001-2002 e nel 2002-2003).

## Record di presenze
| #  | Nome             | Nazione                     | Periodo              | Campionato | FA Cup  | League Cup | Europa  | C. Shield | Totale    |
| -- | ---------------- | --------------------------- | -------------------- | ---------- | ------- | ---------- | ------- | --------- | --------- |
| 1  | David O'Leary    | Irlanda (bandiera)          | 1975-1993            | 558 (11)   | 70 (1)  | 70 (2)     | 21 (0)  | 3 (0)     | 722 (14)  |
| 2  | Tony Adams       | Inghilterra (bandiera)      | 1984-2002            | 504 (32)   | 53 (8)  | 59 (5)     | 48 (3)  | 4 (0)     | 668 (48)  |
| 3  | George Armstrong | Inghilterra (bandiera)      | 1961-1977            | 500 (53)   | 60 (10) | 35 (3)     | 26 (2)  | 0 (0)     | 621 (68)  |
| 4  | Lee Dixon        | Inghilterra (bandiera)      | 1988-2002            | 458 (25)   | 53 (1)  | 45 (0)     | 57 (2)  | 5 (0)     | 618 (28)  |
| 5  | Nigel Winterburn | Inghilterra (bandiera)      | 1987-2000            | 440 (8)    | 47 (0)  | 49 (3)     | 43 (1)  | 5 (0)     | 584 (12)  |
| 6  | David Seaman     | Inghilterra (bandiera)      | 1990-2003            | 405 (0)    | 47 (0)  | 38 (0)     | 69 (0)  | 4 (0)     | 563 (0)   |
| 7  | Pat Rice         | Irlanda del Nord (bandiera) | 1964-1980            | 397 (12)   | 67 (1)  | 36 (0)     | 27 (0)  | 1 (0)     | 528 (13)  |
| 8  | Peter Storey     | Inghilterra (bandiera)      | 1965-1977            | 391 (9)    | 51 (4)  | 37 (2)     | 22 (2)  | 0 (0)     | 501 (17)  |
| 9  | John Radford     | Inghilterra (bandiera)      | 1964-1976            | 379 (111)  | 44 (15) | 34 (12)    | 24 (11) | 0 (0)     | 481 (149) |
| 10 | Peter Simpson    | Inghilterra (bandiera)      | 1964-1967; 1968-1978 | 370 (10)   | 53 (1)  | 33 (3)     | 21 (1)  | 0 (0)     | 477 (15)  |

## Record di reti
| #  | Nome             | Nazione                | Periodo         | Campionato | FA Cup  | League Cup | Europa  | C. Shield | Totale    |
| -- | ---------------- | ---------------------- | --------------- | ---------- | ------- | ---------- | ------- | --------- | --------- |
| 1  | Thierry Henry    | Francia (bandiera)     | 1999–2007; 2012 | 176 (258)  | 8 (26)  | 2 (3)      | 42 (85) | 1 (4)     | 228 (376) |
| 2  | Ian Wright       | Inghilterra (bandiera) | 1991–1998       | 128 (221)  | 12 (16) | 29 (29)    | 15 (21) | 1 (1)     | 185 (288) |
| 3  | Cliff Bastin     | Inghilterra (bandiera) | 1929–1947       | 150 (350)  | 26 (42) | 0 (0)      | 0 (0)   | 2 (4)     | 178 (396) |
| 4  | John Radford     | Inghilterra (bandiera) | 1964–1976       | 111 (379)  | 15 (44) | 12 (34)    | 11 (24) | 0 (0)     | 149 (481) |
| 5  | Ted Drake        | Inghilterra (bandiera) | 1934–1945       | 124 (168)  | 12 (14) | 0 (0)      | 0 (0)   | 3 (2)     | 139 (184) |
| 6  | Jimmy Brain      | Inghilterra (bandiera) | 1923–1931       | 125 (204)  | 14 (27) | 0 (0)      | 0 (0)   | 0 (1)     | 139 (232) |
| 7  | Doug Lishman     | Inghilterra (bandiera) | 1948–1956       | 125 (226)  | 10 (17) | 0 (0)      | 0 (0)   | 2 (1)     | 137 (244) |
| 8  | Robin van Persie | Paesi Bassi (bandiera) | 2004–2012       | 96 (193)   | 10 (17) | 6 (12)     | 20 (53) | 0 (2)     | 132 (278) |
| 9  | Joe Hulme        | Inghilterra (bandiera) | 1926–1938       | 107 (333)  | 17 (39) | 0 (0)      | 0 (0)   | 1 (2)     | 125 (374) |
| 10 | David Jack       | Inghilterra (bandiera) | 1928–1934       | 113 (181)  | 10 (25) | 0 (0)      | 0 (0)   | 1 (2)     | 124 (208) |

## Record vari
| Risultati La vittoria più larga: - 12-0: Ashford United (12 marzo 1900) La sconfitta più larga: - 0-8: Loughborough Town (12 dicembre 1896) Il pareggio con più gol: - 4-4: Leicester City (21 aprile 1930) | Individuali Maggior numero di presenze: - 722: David O'Leary Giocatore più giovane: - 15 anni 181 giorni: Ethan Nwaneri Giocatore più vecchio: - 41 anni 159 giorni: Jock Rutherford |

| Spettatori Maggior numero di spettatori ad Highbury: - 73 295: contro il Sunderland (9 marzo 1935) Maggior numero di spettatori a Wembley: - 73 707: contro il Lens (25 novembre 1998) Maggior numero di spettatori all'Emirates Stadium: - 60 383: contro il Wolverhampton (2 novembre 2019) | Marcatori Miglior marcatore: - Thierry Henry: 229 reti Miglior marcatore in una stagione: - Ted Drake: 44 reti Marcatore più giovane: - Cesc Fàbregas: 17 anni 113 giorni |